# Ligue des champions de l'UEFA 2009-2010
Navigation
Édition précédente Édition suivante
La Ligue des champions 2009-2010 est la 55e édition de la plus importante compétition inter-clubs européenne de football. Elle oppose les meilleurs clubs européens qui se sont illustrés dans leurs championnats respectifs la saison précédente. Elle est remportée par l'Inter Milan, qui bat en finale le Bayern Munich. Le club italien remporte le trophée pour la troisième fois de son histoire.
Elle comporte un nouveau format, avec notamment des qualifications séparées selon que les clubs soient champions de leur pays ou non. De plus, un plus grand nombre d'équipes se qualifient directement pour la phase de groupes.
Enfin, la finale a lieu le samedi 22 mai 2010 au stade Santiago Bernabéu à Madrid.

## Nouveau format de qualification
Michel Platini, nouveau président de l'UEFA, a affirmé sa volonté de voir plus de champions nationaux en Ligue des champions. Il a proposé qu'un plus grand nombre de clubs soient automatiquement qualifiés pour les phases de groupes, alors les places restantes seraient séparées entre des préliminaires pour champions (5 places), et préliminaires pour non-champions (5 places). Un total fixe de 17 champions nationaux participera donc à l'épreuve.
Le tour préliminaire se terminant souvent en victoires écrasantes pour les grands clubs européens (Angleterre, Espagne, Italie), les troisièmes des trois plus grandes ligues aux coefficients UEFA sont désormais automatiquement qualifiés pour la phase de groupes.
M. Platini a d'abord remis en cause la valeur des troisièmes et quatrièmes places de championnat, par rapport à la valeur d'une coupe nationale : il voulait créer des préliminaires pour les vainqueurs de coupe nationale, dont les quatre vainqueurs se qualifieraient pour la phase de poule — aux dépens des places habituellement destinées aux troisièmes et quatrièmes de championnat. S'étant confronté à une levée de boucliers des ligues nationales, Platini dut se résigner à abandonner cette idée.

## Participants
Un total de 76 équipes provenant de 52 associations membres de l'UEFA furent invitées à prendre part à la Ligue des champions 2009-2010.
D'après les coefficients UEFA des pays 2007/08, une liste d’accès a d’abord défini le nombre de clubs qu’une association a droit d’envoyer. La répartition pour la saison 2009-2010 est la suivante :
- Les associations aux places 1 à 3 envoient les quatre meilleurs clubs de leur championnat ;
- celles aux places 4 à 6 envoient les trois meilleurs ;
- celles aux places 7 à 15, les deux meilleurs ;
- celles aux places 16 à 53, leur champion, exception faite du Liechtenstein dont les clubs membres jouent en Suisse.

Dans un second temps, le rang en championnat détermine le tour d’arrivée. Puisque le FC Barcelone, pour qui une place était réservée en tant que tenant du titre, s’est qualifié naturellement en devenant champion d’Espagne, la liste fut décalée : le champion du 13e pays (Belgique) se qualifie directement pour la phase de groupes, et ceux des 48e et 49e pays (Îles Féroé et Luxembourg) avancent au deuxième tour de qualification.
|     | Angleterre                  | Espagne                                  | Italie               |
| --- | --------------------------- | ---------------------------------------- | -------------------- |
| 1er | Manchester United (107,996) | FC Barcelone (Tenant du titre ; 117,837) | Inter Milan (96,934) |
| 2e  | Liverpool (118,996)         | Real Madrid (93,837)                     | Juventus (66,934)    |
| 3e  | Chelsea (124,996)           | Séville (102,837)                        | Milan AC (119,934)   |

|     | France                          | Allemagne               | Russie               |
| --- | ------------------------------- | ----------------------- | -------------------- |
| 1er | Girondins de Bordeaux (52,380)  | VfL Wolfsbourg (21,339) | Rubin Kazan (9,525)  |
| 2e  | Olympique de Marseille (48,033) | Bayern Munich (98,339)  | CSKA Moscou (71,525) |

|     | Roumanie                | Portugal          | Pays-Bas            | Écosse                   | Turquie           | Ukraine              | Belgique                   |
| --- | ----------------------- | ----------------- | ------------------- | ------------------------ | ----------------- | -------------------- | -------------------------- |
| 1er | Unirea Urziceni (8,781) | FC Porto (62,292) | AZ Alkmaar (64,826) | Glasgow Rangers (56,575) | Beşiktaş (32,445) | Dynamo Kiev (46,370) | Standard de Liège (21,065) |

| Barrages | Barrages |
| --- | --- |
| Aucune entrée | |
| Troisième tour de qualification | |
| - Grèce : Olympiakos (52,633) - République tchèque : Slavia Prague (25,150) | - Suisse : FC Zurich (14,050) |
| Deuxième tour de qualification | |
| - Bulgarie : Levski Sofiah (24,250) - Norvège : Stabæk Fotball (3,760) - Danemark : FC Copenhague (26,890) - Autriche : Red Bull Salzbourg (6,565) - Serbie : Partizan Belgrade (23,050) - Israël : Maccabi Haïfa (17,050) - Suède : Kalmar FF (4,938) - Slovaquie : Slovan Bratislava (2,933) - Pologne : Wisła Cracovie (9,583) - Hongrie : Debrecen (1,633) - Croatie : Dinamo Zagreb (16,466) - Chypre : APOEL Nicosie (4,016) - Slovénie : NK Maribor (2,816) - Finlande : Inter Turku (1,958) - Lettonie : FK Ventspils (2,832) - Bosnie-Herzégovine : HŠK Zrinjski Mostar (1,733) | - Lituanie : Ekranas Panevėžys (1,933) - Moldavie : Sheriff Tiraspol (1,333) - Irlande : Bohemians (1,899) - Macédoine : Makedonija GP Skopje (1,033) - Islande : FH Hafnarfjörður (2,333) - Géorgie : WIT Georgia Tbilissi (1,332) - Biélorussie : BATE Borisov (13,308) - Estonie : Levadia Tallinn (0,866) - Azerbaïdjan : FK Bakou (0,899) - Albanie : KF Tirana (0,799) - Arménie : Pyunik Erevan (0,599) - Kazakhstan : Aktobe-Lento (0,649) - Irlande du Nord : Glentoran FC (0,433) - Pays de Galles : Rhyl FC (0,466) - Îles Féroé : EB/Streymur (0,433) - Luxembourg : F91 Dudelange (0,266) |
| Premier tour de qualification | |
| - Malte : Hibernians FC (0,099) - Andorre : UE Sant Julià (0,100) | - Monténégro : Mogren Budva (0,200) - Saint-Marin : SP Tre Fiori (0,050) |

| Barrages |
| --- |
| - Quatrième - Angleterre : Arsenal (106,899) - Espagne : Atlético Madrid (41,853) - Italie : ACF Fiorentina (42,582) - Troisième - France : Olympique lyonnais (91,033) - Allemagne : VfB Stuttgart (45,339) |
| Troisième tour de qualification |
| - Troisième - Russie : Dynamo Moscou (9,525) - Deuxième - Roumanie : FC Timișoara (7,781) - Portugal : Sporting Portugal (68,292) - Pays-Bas : FC Twente (17,826) - Écosse : Celtic Glasgow (40,575) - Turquie : Sivasspor (6,445) - Ukraine : Shakhtar Donetsk (74,370) - Belgique : RSC Anderlecht (32,065) - Grèce : Panathinaïkos (56,633) - République tchèque : Sparta Prague (26,150) |

## Calendrier
| Nom                                             | Tirage au sort | Date aller                                    | Date retour                              | Équipes participantes | Équipes restantes |
| ----------------------------------------------- | -------------- | --------------------------------------------- | ---------------------------------------- | --------------------- | ----------------- |
| Phase qualificative (2009)                      |                |                                               |                                          |                       |                   |
| Premier tour de qualification                   | 22 juin        | 30 juin-1er juillet                           | 7-8 juillet                              | 4                     | de 76 à 74        |
| Deuxième tour de qualification                  | 22 juin        | 14-15 juillet                                 | 21-22 juillet                            | 34 (2 + 32)           | de 74 à 57        |
| Troisième tour de qualification                 | 17 juillet     | 28-29 juillet                                 | 4-5 août                                 | 30 (17 + 13)          | de 57 à 42        |
| Barrages                                        | 7 août         | 18-19 août                                    | 25-26 août                               | 20 (15 + 5)           | de 42 à 32        |
| Phase de groupes (2009)                         |                |                                               |                                          |                       |                   |
| Journées 1 et 5 Journées 2 et 6 Journées 3 et 4 | 27 août        | 15-16 septembre 29-30 septembre 20-21 octobre | 24-25 novembre 8-9 décembre 3-4 novembre | 32 (10 + 22)          | de 32 à 16        |
| Phase à élimination directe finale (2010)       |                |                                               |                                          |                       |                   |
| Huitièmes de finale                             | 18 décembre    | 16-17-23-24 février                           | 9-10-16-17 mars                          | 16                    | de 16 à 8         |
| Quarts de finale                                | 19 mars        | 30-31 mars                                    | 6-7 avril                                | 8                     | de 8 à 4          |
| Demi-finale                                     | 19 mars        | 20-21 avril                                   | 27-28 avril                              | 4                     | de 4 à 2          |
| Finale                                          | 19 mars        | samedi 22 mai                                 | samedi 22 mai                            | 2                     | de 2 à 1          |

## Phase qualificative
Les équipes marquées d'un astérisque sont têtes de série lors du tirage au sort et ne peuvent se rencontrer.

### Premier tour de qualification
| Club          | Aller | Total | Retour               | Club           |
| ------------- | ----- | ----- | -------------------- | -------------- |
| SP Tre Fiori  | 1 - 1 | 2 - 2 | 1 - 1 ap (4 - 5) tab | UE Sant Julià* |
| Hibernians FC | 0 - 2 | 0 - 6 | 0 - 4                | Mogren Budva*  |

### Deuxième tour de qualification
| Club                 | Aller | Total  | Retour | Club               |
| -------------------- | ----- | ------ | ------ | ------------------ |
| KF Tirana            | 1 - 1 | 1 - 5  | 0 - 4  | Stabæk Fotball*    |
| WIT Georgia Tbilissi | 0 - 0 | 1 - 3  | 1 - 3  | NK Maribor*        |
| EB/Streymur          | 0 - 2 | 0 - 5  | 0 - 3  | APOEL Nicosie*     |
| *FC Copenhague       | 6 - 0 | 12 - 0 | 6 - 0  | Mogren Budva       |
| Debrecen             | 2 - 0 | 3 - 3  | E1 - 3 | Kalmar FF*         |
| Makedonija GP Skopje | 0 - 2 | 0 - 4  | 0 - 2  | BATE Borisov*      |
| *FH Hafnarfjörður    | 0 - 4 | 0 - 6  | 0 - 2  | Aktobe-Lento       |
| Pyunik Erevan        | 0 - 0 | 0 - 3  | 0 - 3  | Dinamo Zagreb*     |
| *FK Ventspils        | 3 - 0 | 6 - 1  | 3 - 1  | F91 Dudelange      |
| *Ekranas Panevėžys   | 2 - 2 | 4 - 6  | 2 - 4  | FK Bakou           |
| *Red Bull Salzbourg  | 1 - 1 | 2 - 1  | 1 - 0  | Bohemians          |
| HŠK Zrinjski Mostar  | 1 - 0 | 1 - 4  | 0 - 4  | Slovan Bratislava* |
| *Inter Turku         | 0 - 1 | 0 - 2  | 0 - 1  | Sheriff Tiraspol   |
| Rhyl FC              | 0 - 4 | 0 - 12 | 0 - 8  | Partizan Belgrade* |
| *Wisła Cracovie      | 1 - 1 | 1 - 2  | 0 - 1  | Levadia Tallinn    |
| *Levski Sofia        | 4 - 0 | 9 - 0  | 5 - 0  | UE Sant Julià      |
| *Maccabi Haïfa       | 6 - 0 | 10 - 0 | 4 - 0  | Glentoran FC       |

### Troisième tour de qualification
| Club               | Aller     | Total     | Retour    | Club               |           |           |           |
| Champions          | Champions | Champions | Champions | Champions          | Champions | Champions | Champions |
| ------------------ | --------- | --------- | --------- | ------------------ | --------- | --------- | --------- |
| Red Bull Salzbourg | 1 - 1     | 3 - 2     | 2 - 1     | Dinamo Zagreb*     |           |           |           |
| Slovan Bratislava  | 0 - 2     | 0 - 4     | 0 - 2     | Olympiakos*        |           |           |           |
| *FC Zurich         | 2 - 3     | 5 - 3     | 3 - 0     | NK Maribor         |           |           |           |
| APOEL Nicosie      | 2 - 0     | 2 - 1     | 0 - 1     | Partizan Belgrade* |           |           |           |
| Sheriff Tiraspol   | 0 - 0     | 1 - 1     | E1- 1     | Slavia Prague*     |           |           |           |
| Aktobe-Lento       | 0 - 0     | 3 - 4     | 3 - 4     | Maccabi Haïfa*     |           |           |           |
| FK Bakou           | 0 - 0     | 0 - 2     | 0 - 2     | Levski Sofia*      |           |           |           |
| FK Ventspils       | 1 - 0     | 2 - 2     | E1 - 2    | BATE Borisov*      |           |           |           |
| *Levadia Tallinn   | 0 - 1     | 0 - 2     | 0 - 1     | Debrecen           |           |           |           |
| *FC Copenhague     | 3 - 1     | 3 - 1     | 0 - 0     | Stabæk Fotball     |           |           |           |
| Non-champions      |           |           |           |                    |           |           |           |
| Sparta Prague      | 3 - 1     | 3 - 4     | 0 - 3     | Panathinaïkos*     |           |           |           |
| *Shakhtar Donetsk  | 2 - 2E    | 2 - 2     | 0 - 0     | FC Timișoara       |           |           |           |
| *Sporting Portugal | 0 - 0     | 1 - 1     | E1 - 1    | FC Twente          |           |           |           |
| *Celtic Glasgow    | 0 - 1     | 2 - 1     | 2 - 0     | Dynamo Moscou      |           |           |           |
| *RSC Anderlecht    | 5 - 0     | 6 - 3     | 1 - 3     | Sivasspor          |           |           |           |

### Quatrième tour (barrages)
| Club                | Aller              | Total              | Retour             | Club               |                    |                    |                    |
| Voie des champions  | Voie des champions | Voie des champions | Voie des champions | Voie des champions | Voie des champions | Voie des champions | Voie des champions |
| ------------------- | ------------------ | ------------------ | ------------------ | ------------------ | ------------------ | ------------------ | ------------------ |
| Sheriff Tiraspol    | 0 - 2              | 0 - 3              | 0 - 1              | Olympiakos*        |                    |                    |                    |
| Red Bull Salzbourg  | 1 - 2              | 1 - 5              | 0 - 3              | Maccabi Haïfa*     |                    |                    |                    |
| FK Ventspils        | 0 - 3              | 1 - 5              | 1 - 2              | FC Zurich*         |                    |                    |                    |
| *FC Copenhague      | 1 - 0              | 2 - 3              | 1 - 3              | APOEL Nicosie      |                    |                    |                    |
| *Levski Sofia       | 1 - 2              | 1 - 4              | 0 - 2              | Debrecen           |                    |                    |                    |
| Voie de la ligue    |                    |                    |                    |                    |                    |                    |                    |
| *Olympique lyonnais | 5 - 1              | 8 - 2              | 3 - 1              | RSC Anderlecht     |                    |                    |                    |
| Celtic Glasgow      | 0 - 2              | 1 - 5              | 1 - 3              | Arsenal*           |                    |                    |                    |
| FC Timișoara        | 0 - 2              | 0 - 2              | 0 - 0              | VfB Stuttgart*     |                    |                    |                    |
| *Sporting Portugal  | 2 - 2E             | 3 - 3              | 1 - 1              | ACF Fiorentina     |                    |                    |                    |
| *Panathinaïkos      | 2 - 3              | 2 - 5              | 0 - 2              | Atlético Madrid    |                    |                    |                    |

## Phase de groupes

### Format et tirage au sort
Arsenal FC
Chelsea FC
Real Madrid
Atlético Madrid
AC Milan
Inter Milan
Les 10 vainqueurs des barrages rejoignent les 22 qualifiés d'office pour la phase de groupes, à savoir : 
- les champions, vice-champions et troisièmes des associations classées de 1 à 3 à l'indice UEFA (Angleterre, Espagne et Italie),
- les champions et vice-champions des associations classées de 4 à 6 à l'indice UEFA (France, Allemagne et Russie), et
- les 7 champions des associations classées de 7 à 13 à l'indice UEFA (Roumanie, Portugal, Pays-Bas, Écosse, Turquie, Ukraine et Belgique).

Ces 32 équipes sont réparties en huit groupes de quatre où elles s'affrontent en matchs aller-retour sur six journées. Les deux premiers de chaque groupe se qualifient pour les huitièmes de finale tandis que les troisièmes de chaque groupe s'en vont disputer les seizièmes de finale de la Ligue Europa.
Pour le tirage au sort, les 32 équipes sont réparties en quatre pots selon leur coefficient UEFA.
Le FC Barcelone est placé d'office dans les têtes de série (pot 1) en tant que tenant du titre, quelle que soit la valeur de son coefficient UEFA par rapport à celle des coefficients des autres équipes en compétition.
| Pot 1                          | Pot 1   | Pot 2              | Pot 2  | Pot 3                  | Pot 3  | Pot 4             | Pot 4  |
| ------------------------------ | ------- | ------------------ | ------ | ---------------------- | ------ | ----------------- | ------ |
| FC Barcelone (Tenant du titre) | 121,853 | Olympique lyonnais | 91,033 | Olympiakos             | 52,632 | VfL Wolfsbourg    | 21,339 |
| Liverpool                      | 118,899 | Inter Milan        | 87,581 | Olympique de Marseille | 48,033 | Standard de Liège | 21,065 |
| Chelsea                        | 118,899 | Real Madrid        | 78,853 | Dynamo Kiev            | 46,370 | Maccabi Haïfa     | 17,050 |
| Manchester United              | 111,899 | CSKA Moscou        | 71,525 | VfB Stuttgart          | 45,339 | FC Zurich         | 14,050 |
| Milan AC                       | 110,582 | FC Porto           | 68,292 | ACF Fiorentina         | 42,582 | Rubin Kazan       | 9,525  |
| Arsenal                        | 106,899 | AZ Alkmaar         | 64,826 | Atlético Madrid        | 41,853 | Unirea Urziceni   | 8,781  |
| FC Séville                     | 100,853 | Juventus           | 63,582 | Girondins de Bordeaux  | 40,033 | APOEL Nicosie     | 4,016  |
| Bayern Munich                  | 98,339  | Glasgow Rangers    | 56,575 | Beşiktaş               | 33,445 | Debrecen          | 1,633  |

Légende
- Futur qualifié pour les huitièmes de finale
- futur repêché en seizièmes de finale de la Ligue Europa

Le tirage au sort a eu lieu le 27 août 2010 à Monaco. Un groupe est composé d'une équipe provenant de chaque pot et les clubs d’une même association nationale ne peuvent pas se retrouver dans le même groupe.

### Matchs et classement
Légende des classements
- Qualifié pour les huitièmes de finale
- Repêché en seizièmes de finale de la Ligue Europa

Légende des résultats
- Victoire à domicile
- Match nul
- Victoire à l'extérieur

#### Groupe A
| Rang | Équipe        | Pts | J | G | N | P | Bp | Bc | Diff |  | Résultats (▼ dom., ► ext.) |     |     |     |     |
| ---- | ------------- | --- | - | - | - | - | -- | -- | ---- |  | -------------------------- | --- | --- | --- | --- |
| 1    | Bordeaux      | 16  | 6 | 5 | 1 | 0 | 9  | 2  | +7   |  | Bordeaux                   |     | 2-1 | 2-0 | 1-0 |
| 2    | Bayern Munich | 10  | 6 | 3 | 1 | 2 | 9  | 5  | +4   |  | Bayern Munich              | 0-2 |     | 0-0 | 1-0 |
| 3    | Juventus      | 8   | 6 | 2 | 2 | 2 | 4  | 7  | -3   |  | Juventus                   | 1-1 | 1-4 |     | 1-0 |
| 4    | Maccabi Haïfa | 0   | 6 | 0 | 0 | 6 | 0  | 8  | -8   |  | Maccabi Haïfa              | 0-1 | 0-3 | 0-1 |     |

#### Groupe B
| Rang | Équipe            | Pts | J | G | N | P | Bp | Bc | Diff |  | Résultats (▼ dom., ► ext.) |     |     |     |     |
| ---- | ----------------- | --- | - | - | - | - | -- | -- | ---- |  | -------------------------- | --- | --- | --- | --- |
| 1    | Manchester United | 13  | 6 | 4 | 1 | 1 | 10 | 6  | +4   |  | Manchester United          |     | 3-3 | 2-1 | 0-1 |
| 2    | CSKA Moscou       | 10  | 6 | 3 | 1 | 2 | 10 | 10 | 0    |  | CSKA Moscou                | 0-1 |     | 2-1 | 2-1 |
| 3    | VfL Wolfsburg     | 7   | 6 | 2 | 1 | 3 | 9  | 8  | +1   |  | VfL Wolfsburg              | 1-3 | 3-1 |     | 0-0 |
| 4    | Beşiktaş          | 4   | 6 | 1 | 1 | 4 | 3  | 8  | -5   |  | Beşiktaş                   | 0-1 | 1-2 | 0-3 |     |

#### Groupe C
| Rang | Équipe                 | Pts | J | G | N | P | Bp | Bc | Diff |  | Résultats (▼ dom., ► ext.) |     |     |     |     |
| ---- | ---------------------- | --- | - | - | - | - | -- | -- | ---- |  | -------------------------- | --- | --- | --- | --- |
| 1    | Real Madrid            | 13  | 6 | 4 | 1 | 1 | 15 | 7  | +8   |  | Real Madrid                |     | 2-3 | 3-0 | 1-0 |
| 2    | Milan AC               | 9   | 6 | 2 | 3 | 1 | 8  | 7  | +1   |  | Milan AC                   | 1-1 |     | 1-1 | 0-1 |
| 3    | Olympique de Marseille | 7   | 6 | 2 | 1 | 3 | 10 | 10 | 0    |  | Olympique de Marseille     | 1-3 | 1-2 |     | 6-1 |
| 4    | FC Zurich              | 4   | 6 | 1 | 1 | 4 | 5  | 14 | -9   |  | FC Zurich                  | 2-5 | 1-1 | 0-1 |     |

#### Groupe D
| Rang | Équipe          | Pts | J | G | N | P | Bp | Bc | Diff |  | Résultats (▼ dom., ► ext.) |     |     |     |     |
| ---- | --------------- | --- | - | - | - | - | -- | -- | ---- |  | -------------------------- | --- | --- | --- | --- |
| 1    | Chelsea         | 14  | 6 | 4 | 2 | 0 | 11 | 4  | +7   |  | Chelsea                    |     | 1-0 | 4-0 | 2-2 |
| 2    | FC Porto        | 12  | 6 | 4 | 0 | 2 | 8  | 3  | +5   |  | FC Porto                   | 0-1 |     | 2-0 | 2-1 |
| 3    | Atlético Madrid | 3   | 6 | 0 | 3 | 3 | 3  | 12 | -9   |  | Atlético Madrid            | 2-2 | 0-3 |     | 0-0 |
| 4    | APOEL Nicosie   | 3   | 6 | 0 | 3 | 3 | 4  | 7  | -3   |  | APOEL Nicosie              | 0-1 | 0-1 | 1-1 |     |

#### Groupe E
| Rang | Équipe             | Pts | J | G | N | P | Bp | Bc | Diff |  | Résultats (▼ dom., ► ext.) |     |     |     |     |
| ---- | ------------------ | --- | - | - | - | - | -- | -- | ---- |  | -------------------------- | --- | --- | --- | --- |
| 1    | ACF Fiorentina     | 15  | 6 | 5 | 0 | 1 | 14 | 7  | +7   |  | ACF Fiorentina             |     | 1-0 | 2-0 | 5-2 |
| 2    | Olympique lyonnais | 13  | 6 | 4 | 1 | 1 | 12 | 3  | +9   |  | Olympique lyonnais         | 1-0 |     | 1-1 | 4-0 |
| 3    | Liverpool          | 7   | 6 | 2 | 1 | 3 | 5  | 7  | -2   |  | Liverpool                  | 1-2 | 1-2 |     | 1-0 |
| 4    | Debrecen           | 0   | 6 | 0 | 0 | 6 | 5  | 19 | -14  |  | Debrecen                   | 3-4 | 0-4 | 0-1 |     |

#### Groupe F
| Rang | Équipe       | Pts | J | G | N | P | Bp | Bc | Diff |  | Résultats (▼ dom., ► ext.) |     |     |     |     |
| ---- | ------------ | --- | - | - | - | - | -- | -- | ---- |  | -------------------------- | --- | --- | --- | --- |
| 1    | FC Barcelone | 11  | 6 | 3 | 2 | 1 | 7  | 3  | +4   |  | FC Barcelone               |     | 2-0 | 1-2 | 2-0 |
| 2    | Inter Milan  | 9   | 6 | 2 | 3 | 1 | 7  | 6  | +1   |  | Inter Milan                | 0-0 |     | 2-0 | 2-2 |
| 3    | Rubin Kazan  | 6   | 6 | 1 | 3 | 2 | 4  | 7  | -3   |  | Rubin Kazan                | 0-0 | 1-1 |     | 0-0 |
| 4    | Dynamo Kiev  | 5   | 6 | 1 | 2 | 3 | 7  | 9  | -2   |  | Dynamo Kiev                | 1-2 | 1-2 | 3-1 |     |

#### Groupe G
| Rang | Équipe          | Pts | J | G | N | P | Bp | Bc | Diff |  | Résultats (▼ dom., ► ext.) |     |     |     |     |
| ---- | --------------- | --- | - | - | - | - | -- | -- | ---- |  | -------------------------- | --- | --- | --- | --- |
| 1    | FC Séville      | 13  | 6 | 4 | 1 | 1 | 11 | 4  | +7   |  | FC Séville                 |     | 1-1 | 2-0 | 1-0 |
| 2    | VfB Stuttgart   | 9   | 6 | 2 | 3 | 1 | 9  | 7  | +2   |  | VfB Stuttgart              | 1-3 |     | 3-1 | 1-1 |
| 3    | Unirea Urziceni | 8   | 6 | 2 | 2 | 2 | 8  | 8  | 0    |  | Unirea Urziceni            | 1-0 | 1-1 |     | 1-1 |
| 4    | Glasgow Rangers | 2   | 6 | 0 | 2 | 4 | 4  | 13 | -9   |  | Glasgow Rangers            | 1-4 | 0-2 | 1-4 |     |

#### Groupe H
| Rang | Équipe            | Pts | J | G | N | P | Bp | Bc | Diff |  | Résultats (▼ dom., ► ext.) |     |     |     |     |
| ---- | ----------------- | --- | - | - | - | - | -- | -- | ---- |  | -------------------------- | --- | --- | --- | --- |
| 1    | Arsenal           | 13  | 6 | 4 | 1 | 1 | 12 | 5  | +7   |  | Arsenal                    |     | 2-0 | 2-0 | 4-1 |
| 2    | Olympiakos        | 10  | 6 | 3 | 1 | 2 | 4  | 5  | -1   |  | Olympiakos                 | 1-0 |     | 2-1 | 1-0 |
| 3    | Standard de Liège | 5   | 6 | 1 | 2 | 3 | 7  | 9  | -2   |  | Standard de Liège          | 2-3 | 2-0 |     | 1-1 |
| 4    | AZ Alkmaar        | 4   | 6 | 0 | 4 | 2 | 4  | 8  | -4   |  | AZ Alkmaar                 | 1-1 | 0-0 | 1-1 |     |

## Phase à élimination directe finale
La suite de la compétition est à élimination directe par matchs aller-retour à partir des huitièmes de finale. Seule la finale est sur un match unique, joué sur terrain neutre.
| \| Bayern Munich FC Barcelone O. lyonnais Inter Milan AC Milan Arsenal Chelsea Manchester United CSKA Moscou Gir. Bordeaux VfB Stuttgart FC Séville Real Madrid Olympiakos ACF Fiorentina FC Porto \| Localisation des clubs qualifiés pour la phase finale. Huitième de finalistes Quart de finalistes Demi-finalistes Finaliste Vainqueur |
| Bayern Munich FC Barcelone O. lyonnais Inter Milan AC Milan Arsenal Chelsea Manchester United CSKA Moscou Gir. Bordeaux VfB Stuttgart FC Séville Real Madrid Olympiakos ACF Fiorentina FC Porto |

### Qualification et tirage au sort
Pour le tirage des huitièmes de finale, les 8 premiers de groupe du tour précédent sont têtes de série et reçoivent pour le match retour, ils ne peuvent donc se rencontrer.
Deux équipes d'une même association nationale ne peuvent pas non plus se rencontrer en huitièmes de finale, de même que deux équipes issues du même groupe. Cette limitation est levée à partir des quarts de finale.
Le tirage au sort des huitièmes de finale a eu lieu le 18 décembre 2009.
| Les 16 qualifiés - récapitulatif avant tirage au sort | Les 16 qualifiés - récapitulatif avant tirage au sort | Les 16 qualifiés - récapitulatif avant tirage au sort |
| Groupe                                                | 1er (tête de série)                                   | 2e                                                    |
| ----------------------------------------------------- | ----------------------------------------------------- | ----------------------------------------------------- |
| A                                                     | Girondins de Bordeaux                                 | Bayern Munich                                         |
| B                                                     | Manchester United                                     | CSKA Moscou                                           |
| C                                                     | Real Madrid                                           | Milan AC                                              |
| D                                                     | Chelsea                                               | FC Porto                                              |
| E                                                     | ACF Fiorentina                                        | Olympique lyonnais                                    |
| F                                                     | FC Barcelone                                          | Inter Milan                                           |
| G                                                     | FC Séville                                            | VfB Stuttgart                                         |
| H                                                     | Arsenal                                               | Olympiakos                                            |

### Huitièmes de finale
| Équipe             | Aller | Total | Retour | Équipe                |
| ------------------ | ----- | ----- | ------ | --------------------- |
| VfB Stuttgart      | 1 - 1 | 1 - 5 | 0 - 4  | FC Barcelone          |
| Olympiakos         | 0 - 1 | 1 - 3 | 1 - 2  | Girondins de Bordeaux |
| Inter Milan        | 2 - 1 | 3 - 1 | 1 - 0  | Chelsea               |
| Bayern Munich      | 2 - 1 | 4 - 4 | E2 - 3 | ACF Fiorentina        |
| CSKA Moscou        | 1 - 1 | 3 - 2 | 2 - 1  | FC Séville            |
| Olympique lyonnais | 1 - 0 | 2 - 1 | 1 - 1  | Real Madrid           |
| FC Porto           | 2 - 1 | 2 - 6 | 0 - 5  | Arsenal               |
| Milan AC           | 2 - 3 | 2 - 7 | 0 - 4  | Manchester United     |

### Tableau final
Le tableau suivant respecte l'ordre du tirage au sort effectué par l'UEFA.
|  | Huitièmes de finale   | Huitièmes de finale   | Huitièmes de finale   | Huitièmes de finale   |                    |                    | Quarts de finale | Quarts de finale | Quarts de finale | Quarts de finale |  |  | Demi-finales | Demi-finales | Demi-finales | Demi-finales |  |  | Finale                                       | Finale | Finale | Finale |
|  |                       |                       |                       |                       |                    |                    |                  |                  |                  |                  |  |  |              |              |              |              |  |  |                                              |        |        |        |
|  |                       |                       |                       |                       |                    |                    |                  |                  |                  |                  |  |  |              |              |              |              |  |  | 22 mai 2010, Stade Santiago Bernabéu, Madrid |        |        |        |
|  | Bayern Munich         | Bayern Munich         | 2                     | 2 E                   |                    |                    |                  |                  |                  |                  |  |  |              |              |              |              |  |  |                                              |        |        |        |
|  | Bayern Munich         | Bayern Munich         | 2                     | 2 E                   |                    |                    |                  |                  |                  |                  |  |  |              |              |              |              |  |  |                                              |        |        |        |
|  | ACF Fiorentina        | ACF Fiorentina        | 1                     | 3                     |                    |                    |                  |                  |                  |                  |  |  |              |              |              |              |  |  |                                              |        |        |        |
|  | ACF Fiorentina        | ACF Fiorentina        | 1                     | 3                     | Bayern Munich      | Bayern Munich      | 2                | 2 E              |                  |                  |  |  |              |              |              |              |  |  |                                              |        |        |        |
|  |                       |                       |                       |                       | Bayern Munich      | Bayern Munich      | 2                | 2 E              |                  |                  |  |  |              |              |              |              |  |  |                                              |        |        |        |
|  |                       |                       | Manchester United     | Manchester United     | 1                  | 3                  |                  |                  |                  |                  |  |  |              |              |              |              |  |  |                                              |        |        |        |
|  | Milan AC              | Milan AC              | Manchester United     | Manchester United     | 1                  | 3                  | 2                | 0                |                  |                  |  |  |              |              |              |              |  |  |                                              |        |        |        |
|  | Milan AC              | Milan AC              |                       |                       |                    |                    |                  | 0                |                  |                  |  |  |              |              |              |              |  |  |                                              |        |        |        |
|  | Manchester United     | Manchester United     | 3                     | 4                     |                    |                    |                  |                  |                  |                  |  |  |              |              |              |              |  |  |                                              |        |        |        |
|  | Manchester United     | Manchester United     | 3                     | 4                     | Bayern Munich      | Bayern Munich      | 1                | 3                |                  |                  |  |  |              |              |              |              |  |  |                                              |        |        |        |
|  |                       |                       |                       |                       | Bayern Munich      | Bayern Munich      | 1                | 3                |                  |                  |  |  |              |              |              |              |  |  |                                              |        |        |        |
|  |                       |                       | Olympique Lyonnais    | Olympique Lyonnais    | 0                  | 0                  |                  |                  |                  |                  |  |  |              |              |              |              |  |  |                                              |        |        |        |
|  | Olympique Lyonnais    | Olympique Lyonnais    | Olympique Lyonnais    | Olympique Lyonnais    | 0                  | 0                  | 1                | 1                |                  |                  |  |  |              |              |              |              |  |  |                                              |        |        |        |
|  | Olympique Lyonnais    | Olympique Lyonnais    |                       |                       |                    |                    |                  | 1                |                  |                  |  |  |              |              |              |              |  |  |                                              |        |        |        |
|  | Real Madrid           | Real Madrid           | 0                     | 1                     |                    |                    |                  |                  |                  |                  |  |  |              |              |              |              |  |  |                                              |        |        |        |
|  | Real Madrid           | Real Madrid           | 0                     | 1                     | Olympique Lyonnais | Olympique Lyonnais | 3                | 0                |                  |                  |  |  |              |              |              |              |  |  |                                              |        |        |        |
|  |                       |                       |                       |                       | Olympique Lyonnais | Olympique Lyonnais | 3                | 0                |                  |                  |  |  |              |              |              |              |  |  |                                              |        |        |        |
|  |                       |                       | Girondins de Bordeaux | Girondins de Bordeaux | 1                  | 1                  |                  |                  |                  |                  |  |  |              |              |              |              |  |  |                                              |        |        |        |
|  | Olympiakos            | Olympiakos            | Girondins de Bordeaux | Girondins de Bordeaux | 1                  | 1                  | 0                | 1                |                  |                  |  |  |              |              |              |              |  |  |                                              |        |        |        |
|  | Olympiakos            | Olympiakos            |                       |                       |                    |                    |                  | 1                |                  |                  |  |  |              |              |              |              |  |  |                                              |        |        |        |
|  | Girondins de Bordeaux | Girondins de Bordeaux | 1                     | 2                     |                    |                    |                  |                  |                  |                  |  |  |              |              |              |              |  |  |                                              |        |        |        |
|  | Girondins de Bordeaux | Girondins de Bordeaux | 1                     | 2                     | Bayern Munich      | Bayern Munich      | 0                | 0                |                  |                  |  |  |              |              |              |              |  |  |                                              |        |        |        |
|  |                       |                       |                       |                       | Bayern Munich      | Bayern Munich      | 0                | 0                |                  |                  |  |  |              |              |              |              |  |  |                                              |        |        |        |
|  |                       |                       | Inter Milan           | Inter Milan           | 2                  | 2                  |                  |                  |                  |                  |  |  |              |              |              |              |  |  |                                              |        |        |        |
|  | Inter Milan           | Inter Milan           | Inter Milan           | Inter Milan           | 2                  | 2                  | 2                | 1                |                  |                  |  |  |              |              |              |              |  |  |                                              |        |        |        |
|  | Inter Milan           | Inter Milan           |                       |                       |                    |                    |                  | 1                |                  |                  |  |  |              |              |              |              |  |  |                                              |        |        |        |
|  | Chelsea               | Chelsea               | 1                     | 0                     |                    |                    |                  |                  |                  |                  |  |  |              |              |              |              |  |  |                                              |        |        |        |
|  | Chelsea               | Chelsea               | 1                     | 0                     | Inter Milan        | Inter Milan        | 1                | 1                |                  |                  |  |  |              |              |              |              |  |  |                                              |        |        |        |
|  |                       |                       |                       |                       | Inter Milan        | Inter Milan        | 1                | 1                |                  |                  |  |  |              |              |              |              |  |  |                                              |        |        |        |
|  |                       |                       | CSKA Moscou           | CSKA Moscou           | 0                  | 0                  |                  |                  |                  |                  |  |  |              |              |              |              |  |  |                                              |        |        |        |
|  | CSKA Moscou           | CSKA Moscou           | CSKA Moscou           | CSKA Moscou           | 0                  | 0                  | 1                | 2                |                  |                  |  |  |              |              |              |              |  |  |                                              |        |        |        |
|  | CSKA Moscou           | CSKA Moscou           |                       |                       |                    |                    |                  | 2                |                  |                  |  |  |              |              |              |              |  |  |                                              |        |        |        |
|  | Séville FC            | Séville FC            | 1                     | 1                     |                    |                    |                  |                  |                  |                  |  |  |              |              |              |              |  |  |                                              |        |        |        |
|  | Séville FC            | Séville FC            | 1                     | 1                     | Inter Milan        | Inter Milan        | 3                | 0                |                  |                  |  |  |              |              |              |              |  |  |                                              |        |        |        |
|  |                       |                       |                       |                       | Inter Milan        | Inter Milan        | 3                | 0                |                  |                  |  |  |              |              |              |              |  |  |                                              |        |        |        |
|  |                       |                       | FC Barcelone          | FC Barcelone          | 1                  | 1                  |                  |                  |                  |                  |  |  |              |              |              |              |  |  |                                              |        |        |        |
|  | FC Porto              | FC Porto              | FC Barcelone          | FC Barcelone          | 1                  | 1                  | 2                | 0                |                  |                  |  |  |              |              |              |              |  |  |                                              |        |        |        |
|  | FC Porto              | FC Porto              |                       |                       |                    |                    |                  | 0                |                  |                  |  |  |              |              |              |              |  |  |                                              |        |        |        |
|  | Arsenal               | Arsenal               | 1                     | 5                     |                    |                    |                  |                  |                  |                  |  |  |              |              |              |              |  |  |                                              |        |        |        |
|  | Arsenal               | Arsenal               | 1                     | 5                     | Arsenal            | Arsenal            | 2                | 1                |                  |                  |  |  |              |              |              |              |  |  |                                              |        |        |        |
|  |                       |                       |                       |                       | Arsenal            | Arsenal            | 2                | 1                |                  |                  |  |  |              |              |              |              |  |  |                                              |        |        |        |
|  |                       |                       | FC Barcelone          | FC Barcelone          | 2                  | 4                  |                  |                  |                  |                  |  |  |              |              |              |              |  |  |                                              |        |        |        |
|  | VfB Stuttgart         | VfB Stuttgart         | FC Barcelone          | FC Barcelone          | 2                  | 4                  | 1                | 0                |                  |                  |  |  |              |              |              |              |  |  |                                              |        |        |        |
|  | VfB Stuttgart         | VfB Stuttgart         |                       |                       |                    |                    |                  | 0                |                  |                  |  |  |              |              |              |              |  |  |                                              |        |        |        |
|  | FC Barcelone          | FC Barcelone          | 1                     | 4                     |                    |                    |                  |                  |                  |                  |  |  |              |              |              |              |  |  |                                              |        |        |        |
|  | FC Barcelone          | FC Barcelone          | 1                     | 4                     |                    |                    |                  |                  |                  |                  |  |  |              |              |              |              |  |  |                                              |        |        |        |
|  |                       |                       |                       |                       |                    |                    |                  |                  |                  |                  |  |  |              |              |              |              |  |  |                                              |        |        |        |

### Quarts de finale
| Équipe             | Aller | Total | Retour | Équipe                |
| ------------------ | ----- | ----- | ------ | --------------------- |
| Olympique lyonnais | 3 - 1 | 3 - 2 | 0 - 1  | Girondins de Bordeaux |
| Bayern Munich      | 2 - 1 | 4 - 4 | E2 - 3 | Manchester United     |
| Arsenal            | 2 - 2 | 3 - 6 | 1 - 4  | FC Barcelone          |
| Inter Milan        | 1 - 0 | 2 - 0 | 1 - 0  | CSKA Moscou           |

### Demi-finales
| Équipe        | Aller | Total | Retour | Équipe             |
| ------------- | ----- | ----- | ------ | ------------------ |
| Bayern Munich | 1 - 0 | 4-0   | 3 - 0  | Olympique lyonnais |
| Inter Milan   | 3 - 1 | 3 - 2 | 0 - 1  | FC Barcelone       |

## Nombre d'équipes par association et par tour
| Association         |                     | Qualifications                 | +  | Barrages                    | +  | Phase de groupes                            | Huitièmes de finale               | Quarts de finale       | Demi-finales | Finale   |  |
| ------------------- | ------------------- | ------------------------------ | -- | --------------------------- | -- | ------------------------------------------- | --------------------------------- | ---------------------- | ------------ | -------- |  |
| Angleterre          |                     |                                | +1 | 1 Arsenal                   | +3 | 4 Arsenal, Chelsea, Liverpool, Man. United  | 3 Arsenal, Chelsea, Man. United   | 2 Arsenal, Man. United |              |          |  |
| Espagne             |                     |                                | +1 | 1 Atlético                  | +3 | 4 Atlético, Barcelone, Real, Séville        | 3 Barcelone, Real, Séville        | 1 Barcelone            | 1 Barcelone  |          |  |
| Italie              |                     |                                | +1 | 1 ACF Fiorentina            | +3 | 4 ACF Fiorentina, Inter, Juventus, Milan AC | 3 ACF Fiorentina, Inter, Milan AC | 1 Inter                | 1 Inter      | 1 Inter  |  |
| France              |                     |                                | +1 | 1 Lyon                      | +2 | 3 Bordeaux, Lyon, Marseille                 | 2 Bordeaux, Lyon                  | 2 Bordeaux, Lyon       | 1 Lyon       |          |  |
| Allemagne           |                     |                                | +1 | 1 Stuttgart                 | +2 | 3 Bayern, Stuttgart, Wolfsburg              | 2 Bayern, Stuttgart               | 1 Bayern               | 1 Bayern     | 1 Bayern |  |
| Russie              |                     | 1 Dynamo Moscou                | +0 | 0                           | +2 | 2 CSKA Moscou, Kazan                        | 1 CSKA Moscou                     | 1 CSKA Moscou          |              |          |  |
| Roumanie            |                     | 1 Timișoara                    | +0 | 1 Timișoara                 | +1 | 1 Unirea Urziceni                           |                                   |                        |              |          |  |
| Portugal            |                     | 1 Sporting                     | +0 | 1 Sporting                  | +1 | 1 Porto                                     | 1 Porto                           |                        |              |          |  |
| Pays-Bas            |                     | 1 Twente                       | +0 | 0                           | +1 | 1 AZ Alkmaar                                |                                   |                        |              |          |  |
| Écosse              |                     | 1 Celtic                       | +0 | 1 Celtic                    | +1 | 1 Rangers                                   |                                   |                        |              |          |  |
| Turquie             |                     | 1 Sivasspor                    | +0 | 0                           | +1 | 1 Beşiktaş                                  |                                   |                        |              |          |  |
| Ukraine             |                     | 1 Donetsk                      | +0 | 0                           | +1 | 1 Kiev                                      |                                   |                        |              |          |  |
| Belgique            |                     | 1 Anderlecht                   | +0 | 1 Anderlecht                | +1 | 1 Standard                                  |                                   |                        |              |          |  |
| Grèce               |                     | 2 Olympiakos, Panathinaïkos    | +0 | 2 Olympiakos, Panathinaïkos | +0 | 1 Olympiakos                                | 1 Olympiakos                      |                        |              |          |  |
| République tchèque  |                     | 2 Slavia Prague, Sparta Prague | +0 | 0                           | +0 |                                             |                                   |                        |              |          |  |
| Autres associations | Autres associations | 37                             | +0 | 9                           | +0 | 4                                           |                                   |                        |              |          |  |
| Total               | Total               |                                |    | 20                          |    | 32                                          | 16                                | 8                      | 4            | 2        |  |

- Associations n'ayant qu'un seul club représentant, élimination :
  - au 1er tour de qualification :  Hibernians FC,  SP Tre Fiori
  - au 2e tour de qualification :  Kalmar FF,  Wisła Cracovie,  Inter Turku,  Zrinjski Mostar,  Ekranas,  Bohemians,  Makedonija Skopje,  FH Hafnarfjörður,  WIT Georgia,  KF Tirana,  Pyunik Erevan,  Glentoran,  Rhyl FC,  EB/Streymur,  F91 Dudelange,  UE Sant Julià,  Mogren Budva
  - au 3e tour de qualification :  Stabæk Fotball,  Partizan Belgrade,  Slovan Bratislava,  Dinamo Zagreb,  NK Maribor,  BATE Borisov,  Levadia Tallinn,  FK Bakou,  Aktobe-Lento
  - au 4e tour (barrages) :  Levski Sofia,  FC Copenhague,  Red Bull Salzbourg,  FK Ventspils,  Sheriff Tiraspol
  - en phase de groupes :  FC Zurich,  Maccabi Haïfa,  Debrecen,  APOEL Nicosie

## Classements annexes
Statistiques officielles de l'UEFA

### Buteurs
Rencontres de qualification non-incluses.
|                      | Buteur               | Club                  | Buts      | Pen.      | Minutes jouées |           |
| -------------------- | -------------------- | --------------------- | --------- | --------- | -------------- | --------- |
| 1                    | Lionel Messi         | FC Barcelone          | 8         | 0         | 807            |           |
| 2                    | Cristiano Ronaldo    | Real Madrid           | 7         | 0         | 450            |           |
| 3                    | Ivica Olić           | Bayern Munich         | 7         | 0         | 580            |           |
| 4                    | Diego Milito         | Inter Milan           | 6         | 0         | 852            |           |
| 5                    | Nicklas Bendtner     | Arsenal               | 5         | 1         | 443            |           |
| 6                    | Wayne Rooney         | Manchester United     | 5         | 0         | 486            |           |
| 7                    | Marouane Chamakh     | Girondins de Bordeaux | 5         | 0         | 810            |           |
| 8                    | Michael Owen         | Manchester United     | 4         | 0         | 267            |           |
| 9                    | Arjen Robben         | Bayern Munich         | 4         | 0         | 287            |           |
| 10                   | Edin Džeko           | VfL Wolfsburg         | 4         | 0         | 540            |           |
| Buts contre son camp | Buts contre son camp | Buts contre son camp  | 9         | 9         | 9              |           |
| Total :              | Total :              | Total :               | 285       | 14        | 10080          |           |
| Moyenne par match :  | Moyenne par match :  | Moyenne par match :   | 2,54 buts | 2,54 buts | 2,54 buts      | 2,54 buts |

### Passeurs
|    | Passeur            | Club                  | Passes déc. | Minutes jouées |
| -- | ------------------ | --------------------- | ----------- | -------------- |
| 1  | Wesley Sneijder    | Inter Milan           | 6           | 791            |
| 2  | Andreï Archavine   | Arsenal               | 5           | 449            |
| 3  | Alberto Gilardino  | ACF Fiorentina        | 5           | 585            |
| 4  | Luís Fabiano       | FC Séville            | 4           | 423            |
| 5  | Juan Manuel Vargas | ACF Fiorentina        | 4           | 612            |
| 6  | Nani               | Manchester United     | 4           | 639            |
| 7  | Miralem Pjanić     | Olympique lyonnais    | 4           | 671            |
| 8  | Tomáš Necid        | CSKA Moscou           | 4           | 749            |
| 9  | Wendel             | Girondins de Bordeaux | 4           | 847            |
| 10 | Clarence Seedorf   | AC Milan              | 3           | 558            |